# Sun Belt Conference
La Sun Belt Conference (español: Conferencia del Cinturón del Sol) es una conferencia de la División I de la NCAA. Fundada en 1976, está formada por 14 miembros que compiten en 18 deportes.

## Miembros

### Miembros actuales
La Sun Belt tiene 14 miembros en la temporada 2024–2025. Todos compiten en fútbol americano.
| Logo | Institución                          | Localización                    | Equipo          | Tipo    | Año de unión                    |
| ---- | ------------------------------------ | ------------------------------- | --------------- | ------- | ------------------------------- |
|      | Universidad Estatal de Appalachian   | Boone, Carolina del Norte       | Mountaineers    | Pública | 2014                            |
|      | Universidad Estatal de Arkansas      | Jonesboro, Arkansas             | Red Wolves      | Pública | 1991                            |
|      | Universidad de Carolina Costera      | Conway, Carolina del Sur        | Chanticleers    | Pública | 2016 (2017 en fútbol americano) |
|      | Universidad Meridional de Georgia    | Statesboro, Georgia             | Eagles          | Pública | 2014                            |
|      | Universidad Estatal de Georgia       | Atlanta, Georgia                | Panthers        | Pública | 1976 2013                       |
|      | Universidad James Madison            | Harrisonburg, Virginia          | Dukes           | Pública | 2022                            |
|      | Universidad de Luisiana en Lafayette | Lafayette, Luisiana             | Ragin' Cajuns   | Pública | 1991                            |
|      | Universidad de Luisiana en Monroe    | Monroe, Luisiana                | Warhawks        | Pública | 2006                            |
|      | Universidad Marshall                 | Huntington, Virginia Occidental | Thundering Herd | Pública | 2022                            |
|      | Universidad Old Dominion             | Norfolk, Virginia               | Monarchs        | Pública | 1982 2022                       |
|      | Universidad del Sur de Alabama       | Mobile, Alabama                 | Jaguars         | Pública | 1976                            |
|      | Universidad del Sur de Misisipi      | Hattiesburg, Misisipi           | Golden Eagles   | Pública | 2022                            |
|      | Universidad Estatal de Texas         | San Marcos, Texas               | Bobcats         | Pública | 2013                            |
|      | Universidad de Troy                  | Troy, Alabama                   | Trojans         | Pública | 2005                            |

- Georgia State había sido miembro de la Sun Belt Conference desde 1976 hasta 1981.
- Old Dominion había sido miembro de la Sun Belt Conference desde 1982 hasta 1991.

### Miembros Asociados
| Institución                                     | Localización                    | Equipo       | Tipo    | Miembro desde | Deporte                    | Conferencia Primaria         |
| ----------------------------------------------- | ------------------------------- | ------------ | ------- | ------------- | -------------------------- | ---------------------------- |
| College of Charleston                           | Charleston, Carolina del Sur    | Cougars      | Pública | 2022          | Voleibol de playa femenino | Coastal Athletic Association |
| Universidad de Kentucky                         | Lexington, Kentucky             | Wildcats     | Pública | 2022          | Fútbol masculino           | Southeastern Conference      |
| Universidad Mercer                              | Macon, Georgia                  | Bears        | Privada | 2022          | Voleibol de playa femenino | Southern Conference          |
| Universidad de Carolina del Sur                 | Columbia, Carolina del Sur      | Gamecocks    | Pública | 2022          | Fútbol masculino           | Southeastern Conference      |
| Universidad de Florida Central                  | Orlando, Florida                | Knights      | Pública | 2023          | Fútbol masculino           | Big 12 Conference            |
| Universidad de Carolina del Norte en Wilmington | Wilmington, Carolina del Norte  | Seahawks     | Pública | 2022          | Voleibol de playa femenino | Coastal Athletic Association |
| Universidad de Virginia Occidental              | Morgantown, Virginia Occidental | Mountaineers | Pública | 2022          | Fútbol masculino           | Big 12 Conference            |

## Palmarés de conferencia en baloncesto
| Temporada | Campeón M              | Campeón F        |
| --------- | ---------------------- | ---------------- |
| 1976-77   | UNC Charlotte          |                  |
| 1977-78   | New Orleans            |                  |
| 1978-79   | Jacksonville           |                  |
| 1979-80   | Virginia Commonwealth  |                  |
| 1980-81   | Virginia Commonwealth  |                  |
| 1981-82   | UAB                    |                  |
| 1982-83   | UAB                    | Old Dominion     |
| 1983-84   | UAB                    | Old Dominion     |
| 1984-85   | Virginia Commonwealth  | Old Dominion     |
| 1985-86   | Jacksonville           | Western Kentucky |
| 1986-87   | UAB                    | Old Dominion     |
| 1987-88   | UNC Charlotte          | Western Kentucky |
| 1988-89   | South Alabama          | Western Kentucky |
| 1989-90   | South Florida          | Old Dominion     |
| 1990-91   | South Alabama          | Western Kentucky |
| 1991-92   | Southwestern Louisiana | Western Kentucky |
| 1992-93   | Western Kentucky       | Western Kentucky |
| 1993-94   | Southwestern Louisiana | Louisiana Tech   |
| 1994-95   | Western Kentucky       | Western Kentucky |
| 1995-96   | New Orleans            | Louisiana Tech   |
| 1996-97   | South Alabama          | Louisiana Tech   |
| 1997-98   | South Alabama          | Louisiana Tech   |
| 1998-99   | Arkansas State         | Louisiana Tech   |

| Temporada | Campeón M            | Campeón F             |
| --------- | -------------------- | --------------------- |
| 1999-00   | Louisiana-Lafayette  | Louisiana Tech        |
| 2000-01   | Western Kentucky     | Louisiana Tech        |
| 2001-02   | Western Kentucky     | Florida International |
| 2002-03   | Western Kentucky     | Western Kentucky      |
| 2003-04   | Louisiana-Lafayette  | Middle Tennessee      |
| 2004-05   | Louisiana-Lafayette  | Middle Tennessee      |
| 2005-06   | South Alabama        | Middle Tennessee      |
| 2006-07   | North Texas          | Middle Tennessee      |
| 2007-08   | Western Kentucky     | Western Kentucky      |
| 2008-09   | Western Kentucky     | Middle Tennessee      |
| 2009-10   | North Texas          | Middle Tennessee      |
| 2010-11   | Arkansas-Little Rock | Arkansas-Little Rock  |
| 2011-12   | Western Kentucky     | Arkansas-Little Rock  |
| 2012-13   | Western Kentucky     | Arkansas–Little Rock  |
| 2013-14   | Louisiana–Lafayette  | Western Kentucky      |
| 2014-15   | Georgia State        | Arkansas-Little Rock  |
| 2015-16   | Little Rock          | Troy                  |
| 2016-17   | Troy                 | Western Kentucky      |
| 2017-18   | Georgia State        | Little Rock           |
| 2018-19   | Georgia State        | Little Rock           |
| 2020-21   | Appalachian State    | Troy                  |

## Palmarés de conferencia en fútbol americano
| Temporada | Campeón             | V/D |
| --------- | ------------------- | --- |
| 2001      | Middle Tennessee    | 5-1 |
| 2001      | North Texas         | 5-1 |
| 2002      | North Texas         | 6-0 |
| 2003      | North Texas         | 7-0 |
| 2004      | North Texas         | 7-0 |
| 2005      | Arkansas State      | 5-2 |
| 2005      | Louisiana-Lafayette | 5-2 |
| 2005      | Louisiana-Monroe    | 5-2 |
| 2006      | Middle Tennessee    | 6–1 |
| 2006      | Troy                | 6–1 |
| 2007      | Troy                | 6–1 |
| 2007      | Florida Atlantic    | 6–1 |
| 2008      | Troy                | 6–1 |
| 2009      | Troy                | 8–0 |
| 2010      | Florida Atlantic    | 6–2 |
| 2010      | Troy                | 6–2 |
| 2011      | Arkansas State      | 8–0 |
| 2012      | Arkansas State      | 7–1 |
| 2013      | Arkansas State      | 5–2 |
| 2013      | Louisiana–Lafayette | 5–2 |
| 2014      | Georgia Southern    | 8–0 |
| 2015      | Arkansas State      | 8–0 |
| 2016      | Appalachian State   | 7–1 |
| 2016      | Arkansas State      | 7–1 |
| 2017      | Appalachian State   | 7–1 |
| 2017      | Troy                | 7–1 |
| 2018      | Appalachian State   | 7–1 |
| 2019      | Appalachian State   | 7–1 |
| 2020      | Coastal Carolina    | 8–0 |
| 2020      | Louisiana           | 7–1 |
| 2021      | Louisiana           | 8–0 |

- El juego de campeonato de fútbol americano de la SBC 2020 se canceló debido a problemas con el COVID-19. Los dos campeones divisionales, Coastal Carolina (Este) y Louisiana (Oeste), fueron declarados co-campeones de la conferencia.